# Ракош
Ракош (алб. Rakosh) је насеље у општини Исток на Косову и Метохији.

## Демографија
Насеље има албанску етничку већину,
Број становника на пописима:
- попис становништва 1948. године: 535
- попис становништва 1953. године: 543
- попис становништва 1961. године: 644
- попис становништва 1971. године: 752
- попис становништва 1981. године: 825
- попис становништва 1991. године: 1 018